# Alte Schanze (Tutow)

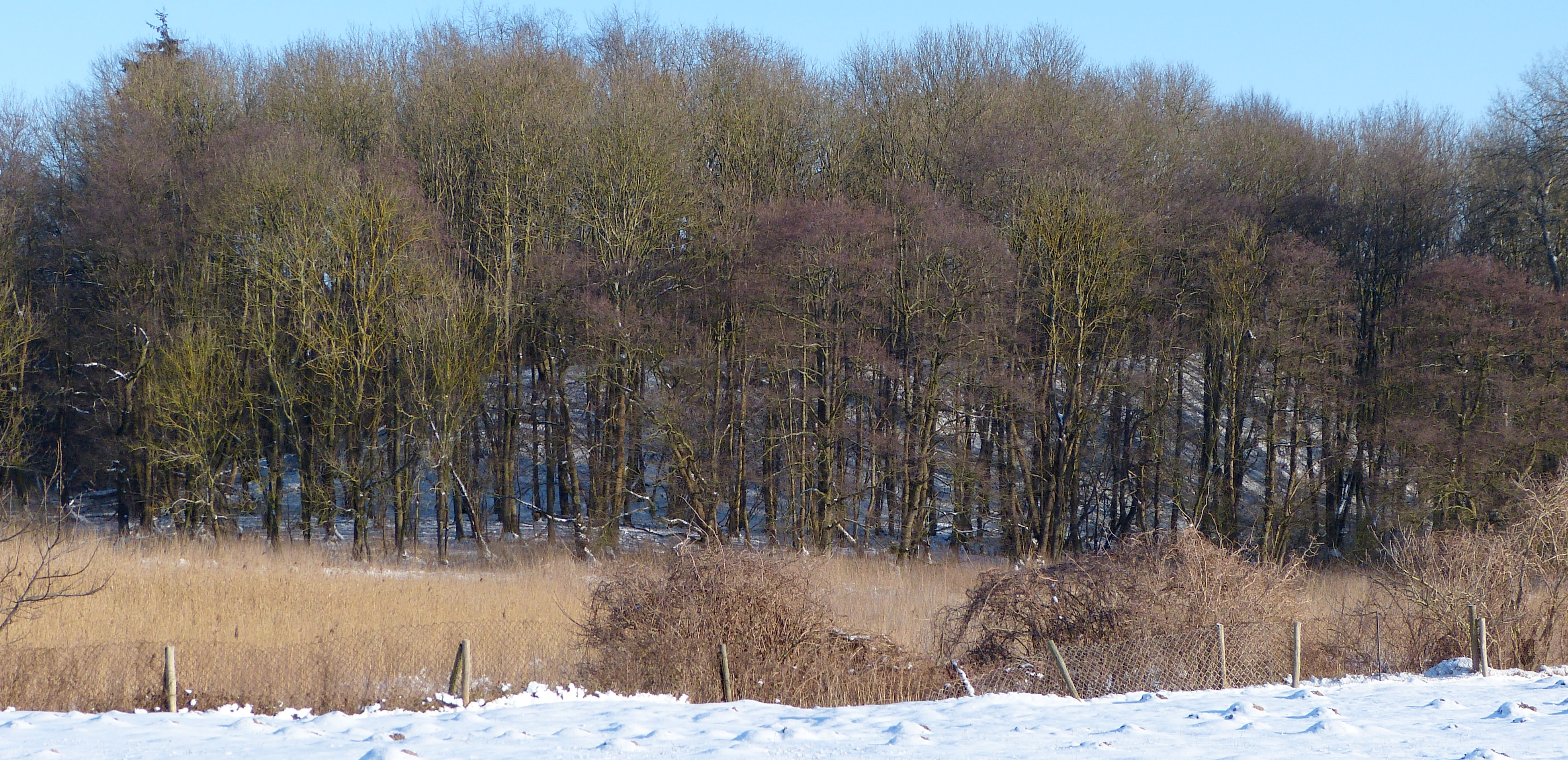
Alte Schanze bei Tutow-Dorf

Die Alte Schanze, auch als Wallberg bezeichnet, ist ein jungslawischer Burgwall bei Tutow-Dorf, einem Ortsteil der Gemeinde Kruckow im Landkreis Vorpommern-Greifswald. Er befindet sich etwa 350 m östlich der Tutow-Dorf durchquerenden Bundesstraße 110. Der Burgwall befindet sich weitgehend unzugänglich in einer feuchten Niederung, die als „Quebbe“ bezeichnet wird. Der Burgwall überragt das umgebende Sumpfgelände um rund 12 bis 15 Meter. Die Anlage hat am Fuß des Walls einen Durchmesser von etwa 90 Meter, auf der Wallkrone von rund 45 Meter. Das Innere des Burgwalls ist weitgehend eben, die Innenfläche beträgt weniger als 1000 m2. Die Wallhöhe ist an der Nordseite etwas geringer, wo sich der Zugang zur Burg befand. Etwa 550 Meter nach Nordosten befindet sich die „Alte Stadt“, eine altslawische Burganlage.
Der jungslawische Burgwall wird auf das 10. bis 12. Jahrhundert datiert. Möglicherweise verlor die Anlage beim Kriegszug Heinrichs des Löwen 1164, der ihn über Demmin nach Stolpe führte, ihre Bedeutung als Machtzentrum. Die Burg blieb ein Adelssitz und war wie das benachbarte Kartlow im 13. Jahrhundert ein fürstlicher Hof der Herzöge von Pommern. 1256 stellte Herzog Barnim I. hier eine Urkunde aus. Nach der Aufgabe der hölzernen Burganlage wurde die Anlage von der ansässigen Bevölkerung bis ins 19. Jahrhundert weitergenutzt, unter anderem bei Volksfesten.